# St. Johannes von Nepomuk (Feldkahl)

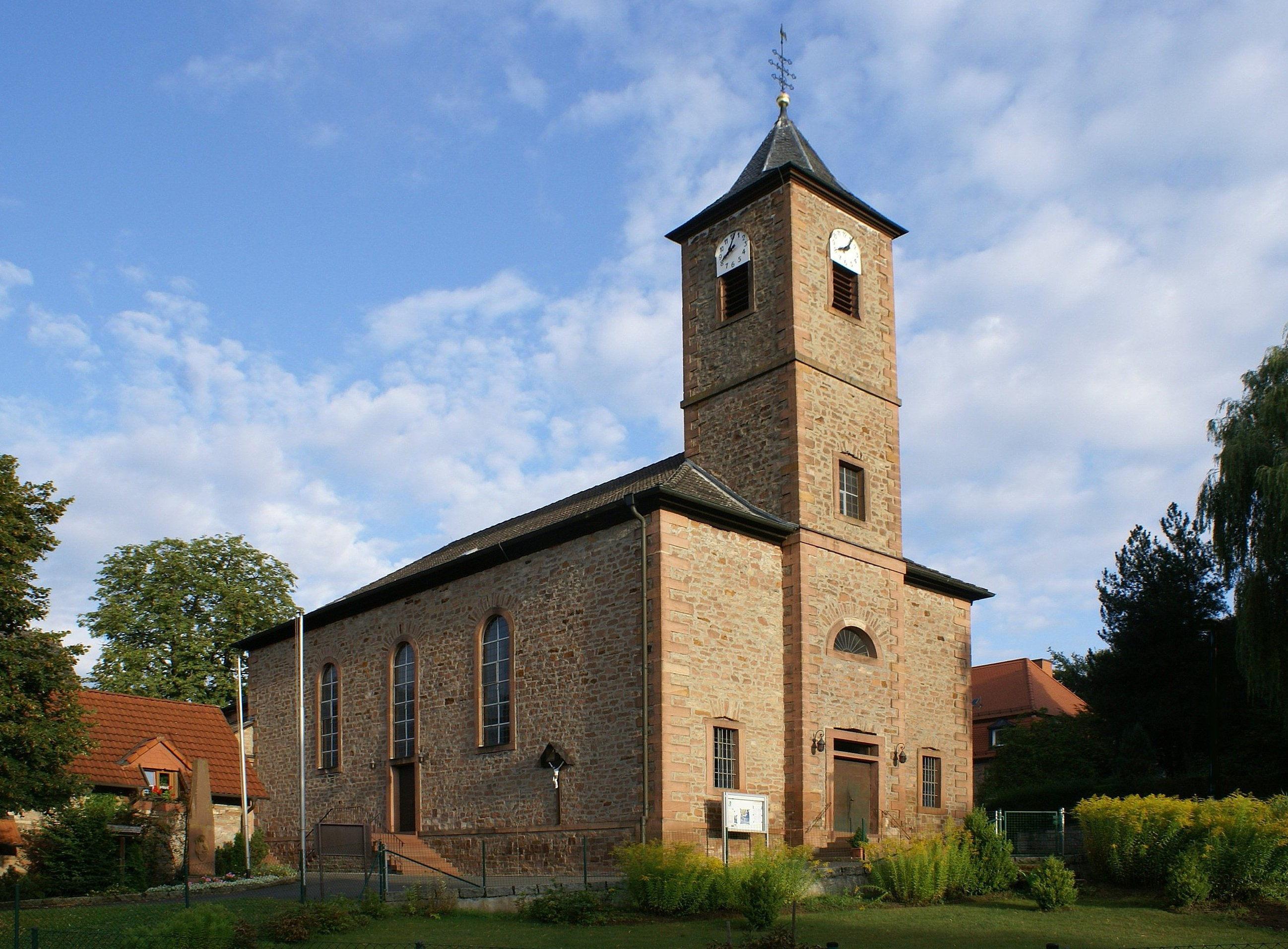
St. Johannes von Nepomuk (Feldkahl)

Die römisch-katholische Filialkirche St. Johannes von Nepomuk ist ein denkmalgeschütztes Kirchengebäude, das in Feldkahl steht, einem Gemeindeteil des Marktes Hösbach im Landkreis Aschaffenburg (Unterfranken, Bayern). Das Bauwerk ist unter der Denkmalnummer D-6-71-130-16 als Baudenkmal in der Bayerischen Denkmalliste eingetragen. Die Kuratie gehört zur Pfarreiengemeinschaft St. Vitus im Vorspessart (Rottenbeg) im Dekanat Aschaffenburg-Ost des Bistums Würzburg.

## Beschreibung
Die Saalkirche wurde 1822 aus Bruchsteinen erbaut. Sie ist mit Ecksteinen und Werksteinen an den Laibungen versehen. An das Langhaus wurde 1901 nach Westen ein eingezogener Chor mit halbrundem Apsis als Abschluss angebaut. An der Südwand des Chors befindet sich die Sakristei. Das oberste Geschoss des in das Langhaus im Osten eingestellten Kirchturms beherbergt die Turmuhr und den Glockenstuhl, in dem sechs Kirchenglocken hängen. Darauf sitzt ein schiefergedeckter, achtseitiger, spitzer Helm. Die Orgel auf der Empore hat 18 Register, zwei Manuale und ein Pedal und wurde 1940 von Ignaz Weise gebaut.